# Abbazia di Sassovivo
Abbazia di Sassovivo is een Benedictijner abdij met de administratieve status van (frazione) in de Italiaanse gemeente Foligno.
De abdij is rond 1070 gesticht door de Benedictijnen, waarschijnlijk door Mainardo van de abij van Santa Maria di Sitria. De abdij is gebouwd op de resten van een ouder kasteel. Waarschijnlijk was de locatie ook al in gebruik bij de Umbriërs als heiligdom. Dankzij vele donaties vergaarde de abdij macht en prestige, en in 1138 reikten zijn bezittingen van de Santi Quattro Coronati in Rome tot aan Perugia, Spoleto en Camerino. In de volgende eeuwen breidde het bezit zich verder uit tot 97 kloosters, 41 kerken en 7 ziekenhuizen. Eind 15e eeuw werd de abdij overgenomen door de Olivetanen, een congregatie van de Benedictijnen.
Vanaf de 15e eeuw begon het verval van de abdij. Tijdens de Napoleontische oorlogen werd de abdij gedeeltelijk gesloten. Toen rond 1860 de Kerkelijke Staat het meeste van zijn grondgebied verloor, werden de bezittingen van de abdij verdeeld onder de Italiaanse staat, lokale bisschoppen en private partijen. De huidige eigenaren zijn het Bisdom Foligno, de staat en een familie.
Sinds 1979 wordt de abdij gebruikt door de gemeenschap van Kleine broeders van Jezus, volgers van Charles de Foucauld.
In de jaren 1970-1990 is de abdij gerestaureerd. In 1997 liep de kerk schade op door een aardbeving.